# Eduard Würfel

Eduard Würfel

Eduard Würfel (* 18. Februar 1860 in Hamburg; † 5. Oktober 1917 in Hamburg) war ein deutscher Genossenschafter und Geschäftsführer der Großeinkaufs-Gesellschaft Deutscher Consumvereine (GEG).
Am 18. Februar 1861 wurde Eduard Würfel in Hamburg geboren. Er lernte Großhandelskaufmann in der Kolonialwarenbranche und war hier auch nach der Lehre einige Jahre tätig. Darauf war er ein halbes Jahr Buchhalter der Vereinsbäckerei in Hamburg und acht Jahre Buchhalter der Tabakarbeiter-Genossenschaft. Beides waren Produktivgenossenschaften.  Ehrenamtlich war er in dieser Zeit an der Verwaltung weiterer Produktivgenossenschaften beteiligt. Später wurde er in die ehrenamtliche Verwaltung der bürgerlichen Konsumgenossenschaft, der  Neuen Gesellschaft zur Verteilung von Lebensbedürfnissen von 1856 gewählt. Er gehörte der Handelskommission dieser Gesellschaft als Schriftführer an und war ein Jahr lang Angestellter der Gesellschaft. Im September 1902 wechselte er zur Großeinkaufs-Gesellschaft Deutscher Consumvereine und war hier Vertreter für die Bezirke Nordwestdeutschland und Rheinland-Westfalen. Als diese Bezirke getrennt wurden, übernahm Würfel die Vertretung für den nordwestlichen Bezirk. 1904 berief ihn die Geschäftsführung als Disponent in die Zentrale am Besenbinderhof in Hamburg. Die in Eisenach am 23. Juni 1908 tagende Generalversammlung wählte ihn auf Vorschlag der Geschäftsführung und des Aufsichtsrats zum Prokuristen. Am 17. Juni 1914 wurde er in Bremen zum Geschäftsführer der GEG gewählt, Dienstbeginn hierfür war der 1. Juli.
Am 5. Oktober 1917 starb er nach längerer Krankheit in Hamburg.